# クリントン郡区 (ミシガン州マコーム郡)
クリントン郡区（英: Clinton Township）は、アメリカ合衆国ミシガン州ロウアー半島の南東部マコーム郡の郡区である。ある程度の自治権を付与されたチャーター郡区の形態を採っている。郡区が同時に国勢調査指定地域（CDP）でもある。2010年国勢調査での郡区人口は96,796 人であり、ミシガン州では人口最大の郡区である。都市を合わせたリストでは第10位になっている。クリントン郡区には、大変幅広く多様な経済がある。ラッパーのエミネムなど多くの著名人が故郷と呼ぶ、多くの大規模で特徴ある地域がある。マコーム郡の中では人口の多い方の郡区であり、他の町や市に比べて公園とレクリエーション地域の数が多い。例えばバッド公園、ジョージ記念公園（民間の数百万ドル公園）、さらにクリントン川のウォーターフロントの大半がある。郡区の多くの場所は中流階級の混じる町であり、ローズビル市との南側市境に近い地域はブルーカラーの労働者階級が住んでいる。

## 郡区の中の町
クリントン郡区の中には非法人地域として下記の場所がある。
- キャディ、郡区の南西部、ユティカ道路とモラビアン道路にある、座標では北緯42度33分37秒 西経82度57分52秒 / 北緯42.56028度 西経82.96444度に位置し、標高は 614 フィート (187 m) である[4]。1833年にショーンシー・G・キャディが設立した。キャディは暫くの間、郡区の監督官を務め、州議会の議員も務めた。1864年から1906年まで郵便局があった。

## 歴史
クリントン郡区となった場所は1818年8月12日に「ヒューロン郡区」として組織され、当時ヒューロン川と呼ばれたものから名前が採られた。デトロイト市の南にあるヒューロン川と混同することがあったので、1824年7月17日、ミシガン準州議会が郡区と川の双方を改名し、デウィット・クリントンにちなんでクリントン郡区とクリントン川となった。クリントンは1817年から1823年にニューヨーク州知事を務めて人気があり、エリー運河の建設に大きな功績があった。その運河のお蔭で、多くの開拓者がミシガンに来ることができた。
モラヴィアン・ドライブは、モラヴィアの宣教師が土地のインディアンを改宗させようとこの地域に入って来た時代に遡ることのできる、郡区では最古の道路である。
住民は1992年に設立されたクリントン・マコーム公共図書館を利用できる。
クリントン郡区にはウォーカー・ゴールディ・インスティテュートがある。この機関は授業と放課後プログラムを通じて青少年の教育に注力している。2007年にキンバリー・ハイドが設立した。

## 地理
アメリカ合衆国国勢調査局に拠れば、市域全面積は28.2平方マイル（73km2）であり、このうち陸地は28.2平方マイル（73km2）、水域は0.04平方マイル（0.10km2）で、水域率は0.11%である。クリントン川の3つの支流が郡区の中を流れている。

## 人口動態
アメリカ合衆国国勢調査局は2000年国勢調査の時に、クリントン郡区を国勢調査指定地域にも定義したので、市や村のリストや、郡区のように郡の小区分のリストの双方に載るようにした。国勢調査指定地域と郡区の統計データは同一である。
以下は2010年の国勢調査による人口統計データである。
| 基礎データ - 人口: 96,796 人(2015年推計では100,500人) - 世帯数: 42,036 世帯 - 家族数: 25,678 家族 - 人口密度: 1,325.3人/km2（3,432.5 人/mi2） 人種別人口構成 - 白人: 82.08% - アフリカン・アメリカン: 13.04% - ネイティブ・アメリカン: 0.28% - アジア人: 1.79% - 太平洋諸島系: 0.03% - その他の人種: 0.61% - 混血: 2.17% - ヒスパニック・ラテン系: 2.37% | 年齢別人口構成（2000年統計） - 18歳未満: 22.4% - 18-24歳: 9.1% - 25-44歳: 30.9% - 45-64歳: 23.4% - 65歳以上: 14.3% - 年齢の中央値: 37歳 - 性比（女性100人あたり男性の人口） - 総人口: 92.4 - 18歳以上: 88.5 世帯と家族（対世帯数）（2000年統計） - 18歳未満の子供がいる: 28.1% - 結婚・同居している夫婦: 48.7% - 未婚・離婚・死別女性が世帯主: 10.9% - 非家族世帯: 36.6% - 単身世帯: 30.8% - 65歳以上の老人1人暮らし: 10.8% - 平均構成人数 - 世帯: 2.35人 - 家族: 2.98人 | 収入と家計（2000年統計） - 収入の中央値 - 世帯: 50,067米ドル - 家族: 61,497米ドル - 性別 - 男性: 48,818米ドル - 女性: 29,847米ドル - 人口1人あたり収入: 25,758米ドル - 貧困線以下 - 対人口: 5.8% - 対家族数: 4.2% - 18歳未満: 7.4% - 65歳以上: 6.8% |

## 文化
イタリア・アメリカ文化協会 (IACS) がクリントン郡区内にある。その建物はロメオ・プラク道路沿い、19マイル道路の北にあり、町の北端である。元のパートリッジ・クリーク・クラブハウスに近い。2004年、それまでウォーレン市にあったものを、ここに移してきた。

## 教育
チッペワ・バレー教育学区が公立学校を運営している。チッペワ・バレー高校が郡区内にある。
クリントンデール・コミュニティ学校も郡区内で運営されている。

## メディア
日刊紙「マコーム・デイリー」がクリントン郡区に本社を置いている。

## 姉妹都市
- 日本滋賀県野洲市[10]